# Spirotectina
Bermudezinella es un género de foraminífero bentónico de la familia Spirotectinidae, de la superfamilia Nonionoidea, del suborden Rotaliina y del orden Rotaliida. Su especie tipo es Spirotectina crassa. Su rango cronoestratigráfico abarca el Holoceno.

## Clasificación
Bermudezinella incluye a la siguiente especie:
- Spirotectina crassa